# Adolph Friedrich Balemann (Pastor, 1806)
Adolph Friedrich Balemann (* 3. Mai 1806 in Reinfeld; † 2. Juni 1876 in Oldenburg in Holstein) war ein deutscher Pastor und Propst.

## Leben und Wirken
Adolph Friedrich Balemann war der Sohn eines gleichnamigen Pastoren und dessen zweiter Ehefrau Catharina Elisabeth Hoyer (* 24. April 1767 in Süderau; † 25. April 1835 in Reinfeld). Er hatte vier ältere Brüder, darunter Georg Ludwig Balemann und drei ältere Schwestern sowie zwei Halbbrüder aus der ersten Ehe seines Vaters.
Nach einem eineinhalbjährigen Besuch der Rendsburger Gelehrtenschule studierte Balemann 1826/27 Theologie an der Universität Kiel. Zu seinen Lehrern gehörten August Twesten, Niels Nikolaus Falck, Pfaff und sein Vetter Justus Olshausen. 1827 bis 1829 setzte er das Studium in Berlin fort und hörte unter anderem bei August Neander und Friedrich Schleiermacher. 1829 wechselte er zurück an die Kieler Universität. An Michaelis 1830 legte er in Glückstadt das theologische Examen ab und erhielt den „2. Charakter mit rühmlicher Auszeichnung“.
Im Dezember 1834 erhielt Baleman einen Ruf als Adjunkt der Kieler Nikolaikirche. Seine Amtseinführung erfolgte am 29. März 1835 und somit kurz bevor Claus Harms seinen Dienst als Hauptpastor und Propst an der Kirche antrat. Balemann und Harms hatten ein enges Verhältnis. Harms schlug erfolglos vor, dass Balemann als sein Nachfolger das Archidiakonat übernehmen soll.
1838 wurde Balemann zum Archidiakon in Tondern gewählt. Er trat die schlecht bezahlte Stelle am 6. Mai 1838 an. Die neue Anstellung bot ihm die Möglichkeit, am 7. Dezember desselben Jahres in Kiel Sophia Magdalena Harms (* 13. Oktober 1815 in Lunden; † 18. August 1856 in Oldenburg) zu heiraten. Seine Ehefrau, mit der er drei Töchter bekam, war eine Tochter von Claus Harms und dessen Ehefrau Magdalena, geborene Jürgens.
Baleman bewarb sich anschließend mehrfach erfolglos um besser bezahlte Stellen. Am 3. Oktober 1843 wurde er Hauptpastor und Propst in Oldenburg in Holstein. Die Amtseinführung erfolgte am 7. Januar 1844. Balemann, der sich bereits während des Studiums für das öffentliche Leben interessiert hatte, engagierte sich in Oldenburg auch politisch: 1849 unterschrieb er Adressen und Petitionen, die sich für die Schleswig-Holsteinische Erhebung aussprachen. Als ihn der dänische König bei der Wiederherstellung der dänischen Oberhoheit über das Herzogtum Holstein am 12. Januar 1853 im Amt bestätigte, erteilte er ihm hierfür eine Rüge. Balemann setzte seine politischen Tätigkeiten dennoch fort: 1854 zog er als Ständedeputierter für den 5. geistlichen Wahldistrikt in die Holsteinische Ständeversammlung ein. 1858 lehnte er eine erneute Kandidatur ab, doch in der 12. und letzten Versammlung 1863 war er wieder Deputierter.
Im September 1871 erlitt Balemann einen Schlaganfall und konnte aus diesem Grund nicht mehr als Pastor arbeiten. Am 1. September 1874 legte er auch das Amt des Propsten nieder. Mit seinem Tod zwei Jahre später starb er als letztes männliches Mitglied das zuvor weit verbreiteten und renommierten Geschlecht der Balemanns.

## Ehrungen
1860 bekam Balemann das Ritterkreuz des Dannebrog-Ordens verliehen. Seit 1869 war er Träger des preußischen Kronenordens 3. Klasse.